# Falculifer rostratus
Falculifer rostratus är en spindeldjursart som först beskrevs av Buchholz 1869.  Falculifer rostratus ingår i släktet Falculifer och familjen Falculiferidae. Inga underarter finns listade i Catalogue of Life.